# Familia Salm
La familia Salm fue una familia noble de Lotaringia originaria de Salmchâteau en las Ardenas (actual Bélgica) que gobernaba Salm. La dinastía es conocida sobre todo por la rama de la Salm Superior, que llegó a estar ubicada en el château de Salm en la cordillera de los Vosgos y con el tiempo llegó a gobernar un principado cuya capital era Badonviller y luego Senones.
A partir del siglo XV prevaleció solo la rama de Salm-Neuburg, que finalmente se extinguió en 1784; era una línea más joven de la línea masculina original de los condes de Salm.

## Historia

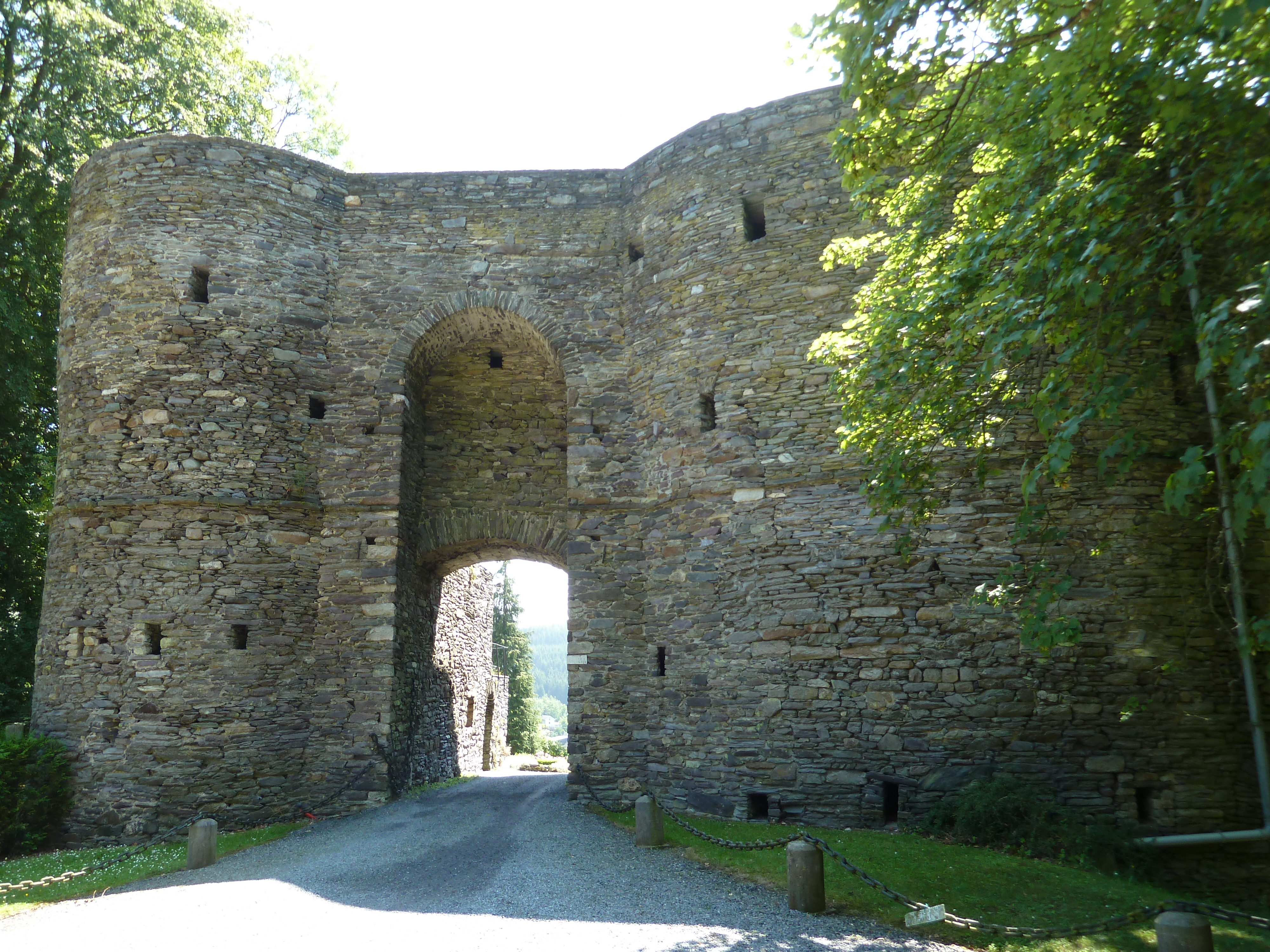
Castillo de Salmchâteau en Vielsalm

La familia noble posiblemente descendiera del conde palatino Wigerico de Lotaringia (muerto antes de 923), el fundador de la Casa de las Ardenas. Su presumible hijo Sigfrido (muerto en el año 997) aparece como primer conde de Luxemburgo alrededor del año 950. El nieto de Sigfrido, Giselberto de Luxemburgo (muerto en 1059), está documentado como conde de Salm en 1036 y como conde de Luxemburgo en 1047. Cuando dividió todas sus propiedades entre sus herederos, su hijo menor Germán recibió el condado de Salm y, por lo tanto, se convirtió en el progenitor de su dinastía. Germán I de Salm incluso fue elegido antirrey alemán en oposición al rey Enrique IV en 1081; sin embargo, permaneció aislado hasta su muerte en 1088.
En 1163, el nieto de Germán, el conde Enrique I de Salm (muerto antes de 1174), volvió a dividir todas las propiedades entre su hijo Enrique II y su hija Isabel, que se había casado con Federico II, conde de Vianden. Enrique II recibió el condado de Salm Superior en los Vosgos, mientras que Isabel y Federico II fundaron la línea condal de Salm Inferior en las Ardenas. 

### Bajo Salm/Niedersalm(1163-1794)
Los descendientes de Isabel y de Federico desaparecieron en 1416. Sus posesiones fueron heredadas por los señores de Reifferscheid, que residían en el castillo de Reifferscheid. La disposición de la sucesión fue impugnada por la Familia Raugrave, aunque tuvieron que aceptar una sentencia en 1456 del consejero luxemburgués Antonio I de Croÿ.

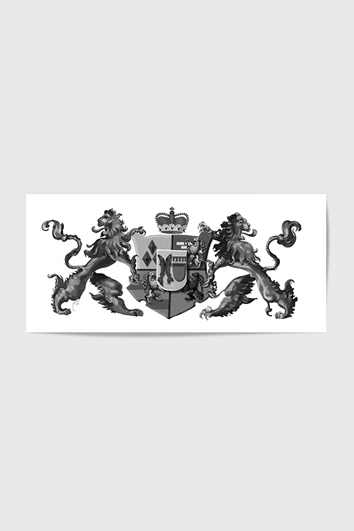
Escudo de Armas Altgrave Salm-Reifferscheidt-Raitz

La línea Salm-Reifferscheid se dividió más tarde en las ramas de Salm-Reifferscheid-Bedburg/Krautheim, de Salm-Reifferscheid-Raitz y de Salm-Reifferscheid-Dyck.
La familia Salm-Reifferscheidt solo perdió sus territorios imperiales de Eifel en 1794 durante la Revolución francesa. 

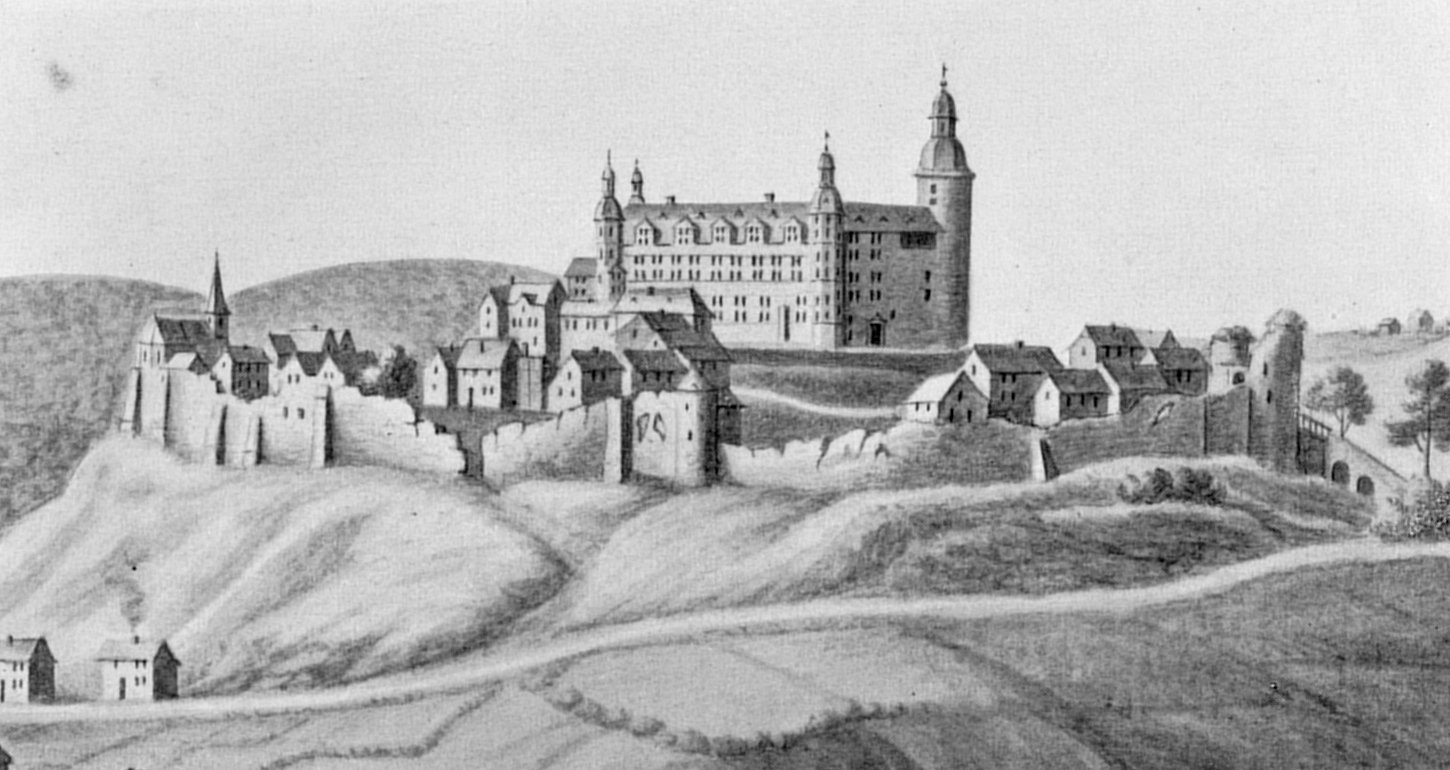
Reifferscheidt (1725)

### Alto Salm/Obersalm(1163-1794)

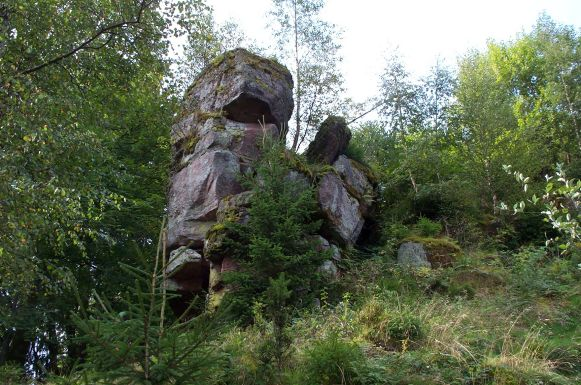
Ruinas del castillo de Salm en La Broque

Los condes de Salm Superior residían en el castillo de Salm en Alsacia, donde tenían que competir con los vecinos príncipes-obispos de Estrasburgo y los duques de Lorena. En 1475, la mitad de las propiedades fueron heredadas por Rhinegraves; la mitad restante pasó a los duques de Lorena en el año 1600.
Los Rhinegraves también comenzaron a llamarse a sí mismos condes de Salm, fueron elevados al título de príncipes en 1623. Su línea incluía a varias ramas menores que gobernaban sobre principados menores como Salm-Salm, Salm-Horstmar y Salm-Kyrburg. En la Mediatización alemana de 1803, los príncipes de Salm-Salm y de Salm-Kyrburg recibieron las propiedades del suroeste del antiguo principado episcopal de Münster junto con el señorío de Anholt y gobernaron el recién establecido principado de Salm conjuntamente como un condominio.

## Miembros notables
Entre sus miembros más destacados se encuentran condes del Bajo Salm en las Ardenas, advocati de la abadía Saint-Pierre en Senones, condes del Alto Salm en los Vosgos, gobernadores de Nancy, mariscales de Lorena, mariscales de Bar, príncipes del Sacro Imperio Romano Germánico y príncipes soberanos del principado de Salm-Salm:
- Germán De Salm (c. 1035-1088), antirrey alemán;
- Otón I, Conde de Salm (c. 1080-1150), conde palatino del Rin;
- Nicolás, conde de Salm (1459-1530), defensor de Viena contra los turcos en 1529;
- Cristina de Salm (1575-1627), duquesa consorte de Lorena;
- Otto Louis de Salm-Kyrburg-Mörchingen (1597-1634), general sueco durante la Guerra de los Treinta Años;
- Carlos Teodoro, príncipe de Salm (1645-1710), mariscal de campo imperial y suegro del primer duque de Ursel;
- Philip Joseph, príncipe de Salm-Kyrburg (1709-1779)
  - Frederick III, príncipe de Salm-Kyrburg (1744-1794), hijo
    - Frederick IV, príncipe de Salm-Kyrburg (1789-1859), nieto

  - Amalie Zephyrine of Salm-Kyrburg (1760-1841), hija;
- Joseph de Salm-Reifferscheidt-Dyck (1773-1861), botánico;
- Félix de Salm-Salm (1828-1870), oficial en la Guerra Civil Americana;
  - Inés de Salm-Salm, de soltera Leclerc Joy (1844-1912), su esposa;
- Princesa María Cristina de Austria (1879-1962), archiduquesa de Austria;
- Ludwig de Salm-Hoogstraeten (1885-1944), jugador de tenis profesional.